# Schottische Badmintonmeisterschaft 1948
Die Schottische Badmintonmeisterschaft 1948 fand in Edinburgh statt. Es war die 27. Austragung der nationalen Meisterschaften von Schottland im Badminton.	

## Titelträger
| Disziplin    | Sieger                           |
| ------------ | -------------------------------- |
| Herreneinzel | nicht ausgetragen                |
| Dameneinzel  | nicht ausgetragen                |
| Herrendoppel | James C. Mackay Edward W. Wilson |
| Damendoppel  | Bessie Shearlaw C. B. Alison     |
| Mixed        | James C. Mackay C. B. Alison     |